# Lleva del Biberó

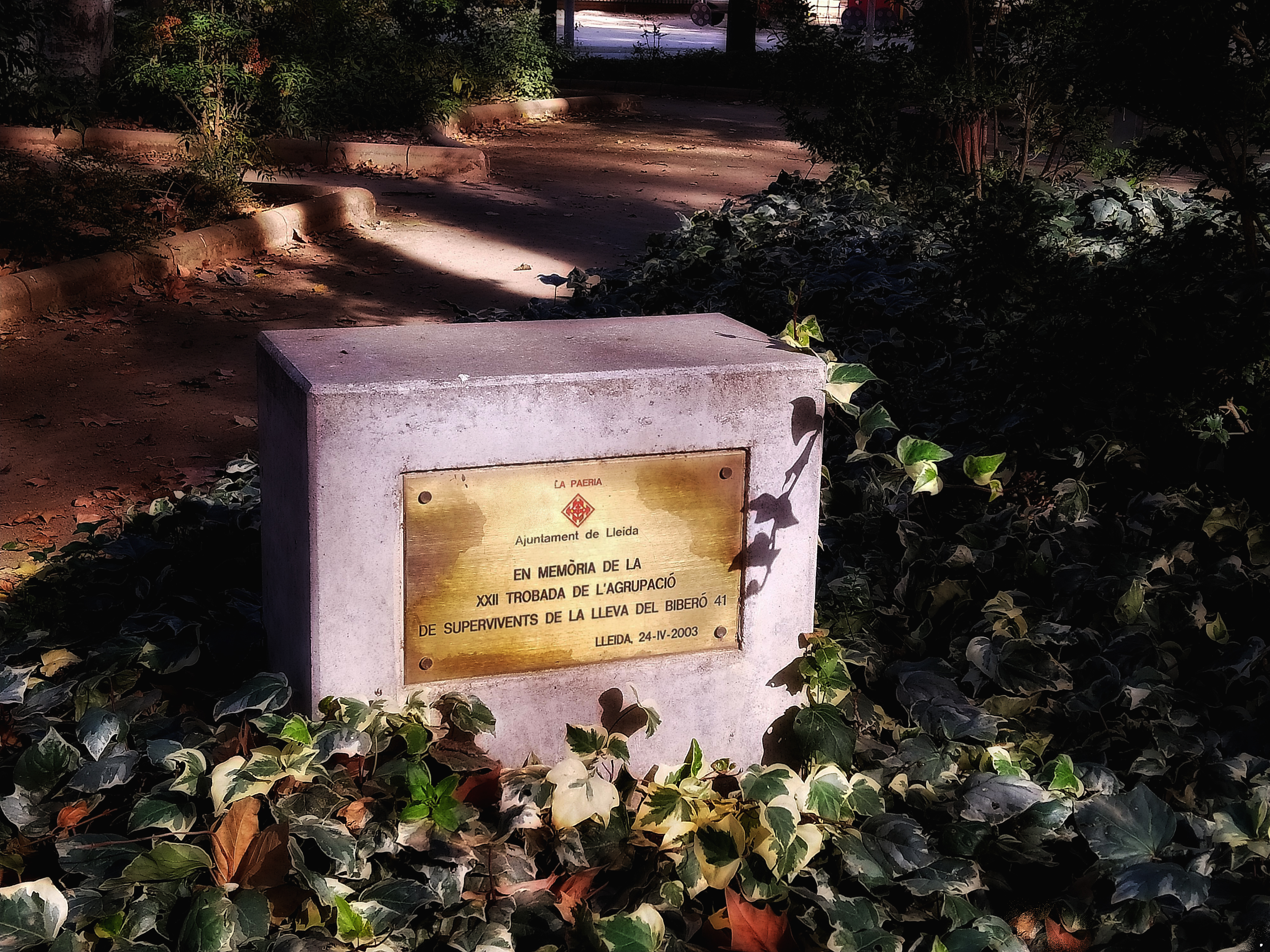
Record de la XXII trobada anual a Lleida de la Lleva del Biberó.

Lleva del Biberó (coneguda també com a Quinta del Biberó) fou el nom que van rebre les lleves republicanes del 1938 i 1939 durant la guerra civil espanyola. Va ser mobilitzada per ordre del president de la Segona República Espanyola, Manuel Azaña, a finals d'abril del 1938. El decret, del 12 d'abril, sortí publicat l'endemà a la Gaceta de la República signat per Negrín, que al seu càrrec de President del Govern acumulava el de Ministre de Defensa Nacional, i pel president de la República, Manuel Azaña, i el dia 14 d'abril al Diari Oficial de la Generalitat de Catalunya, signat pel president de la Generalitat, Lluís Companys. En aquell moment havia començat l'ocupació franquista de Catalunya i l'exèrcit sublevat havien atacat Lleida, Gandesa, Balaguer, Tremp i Camarasa, fets que van suposar l'abolició de l'Estatut d'Autonomia de Catalunya.
En total van ser cridats a files uns 30.000 nois nascuts el 1920. D'antuvi havien de cobrir tasques auxiliars, però el 25 de juliol de 1938 ja participaven en l'ofensiva republicana a la batalla de l'Ebre, quan alguns d'ells només tenien disset anys.
Es creu que va rebre aquest nom quan Frederica Montseny va referir-se a tots ells d'aquesta manera: Disset anys? Però si encara deuen prendre el biberó. Van estar en les cruentes batalles del Merengue i el Baladredo, les dues al front del Segre. També prengueren part en la batalla de l'Ebre. Però també hi hagué biberons en zones menys conegudes com el Pirineu de Catalunya, destinats al batalló alpí.
Acabada la guerra corregueren sorts ben diferents. Alguns als camps de concentració d'Argelers, Sant Cebrià de Rosselló i Agde. Altres a les presons franquistes i als camps de concentració de Vitòria, Miranda de Ebro i tants d'altres. Anaren a batallons de treballadors repartits per tot Espanya, feren el servei militar a Saragossa, Barcelona, l'Àfrica, etc. Alguns fins i tot lluitaren contra els maquis o foren sorpresos per l'arribada dels nazis a Paris.
Uns 307 supervivents i 412 familiars van fundar el 1983 l'Agrupació de Supervivents de la Lleva del Biberó-41.